# صابر زینالف
صابر زینالف (ترکی آذربایجانی: Sabir Zeynalov؛ زادهٔ ۲۲ ژوئیهٔ ۲۰۰۵) تکواندوکار پارالمپیک اهل جمهوری آذربایجان است.

## زندگی
صابر زینالف در روز ۲۲ ژوئیه سال ۲۰۰۵ تولد یافت.

## ورزش
صابر زینالف در سال ۲۰۲۰ در قهرمانی جهان که در شهر استانبول ترکیه برگزار شد، مدال برنز گرفت. در سال ۲۰۲۲ در قهرمانی تکواندوی ایران در جام ریاست فدراسیون جهانی توانست به مقام دوم دست یابد. جمهوری آذربایجان را در بازی‌های پارالمپیک تابستانی ۲۰۲۴ نمایندگی کرده و در وزن ۵۸ کیلوگرم نایب قهرمان شد.

## جوایز
به موجب دستور الهام علی‌اف، رئیس‌جمهوری آذربایجان، به تاریخ ۱۰ سپتامبر سال ۲۰۲۴، به صابر زینالف به خاطر کسب مقام دوم در بازی‌های پارالمپیک تابستانی ۲۰۲۴ ۵۰ منات آذربایجان و به مربی‌اش ۲۵۰۰۰ منات جایزه پول اهدا شد. بر اساس دیگر دستور الهام علی‌اف در همان روز، از صابر زینالف با اعطای نشان برای خدمت به میهن درجه سه تقدیر به عمل آمد.